# Скотт Беррі Кауфман

Скотт Баррі Кауфман (англ. Scott Barry Kaufman, нар. 3 червня 1979) — американський вчений в галузі когнітивної психології,  автор науково-популярних книжок і подкастів. Його роботи та дослідження зосереджені на інтелекті, творчості та людському потенціалі. Більшість уваги медіа зосереджено на спробі Кауфмана змінити підходи  до оцінки інтелекту.  

## Дослідження
Більшість теорій людського інтелекту та тестів інтелекту підкреслюють контрольоване та навмисне міркування як ознаку людського інтелекту. Погоджуючись з тим, що такі процеси мислення є важливим компонентом інтелекту, Кауфман стверджує, що спонтанні форми мислення, такі як прозорливість, уявна гра, мрії, неявне навчання та зменшене приховане гальмування, також є важливим фактором для широкого спектра розумної поведінки, такого як творчість.   Інтегруючи сучасні двопроцессні теорії пізнання з дослідженнями людського інтелекту, Кауфман запропонував теорію подвійного процесу людського інтелекту.